# Корнвол на Хадсону (Њујорк)
Корнвол на Хадсону (енгл. Cornwall-on-Hudson) град је у америчкој савезној држави Њујорк.

## Демографија
По попису из 2010. године број становника је 3.018, што је 40 (-1,3%) становника мање него 2000. године.
| Група             | 2000.         | 2010.         |
| Белци             | 2.883 (94,3%) | 2.700 (89,5%) |
| Афроамериканци    | 12 (0,4%)     | 33 (1,1%)     |
| Азијати           | 20 (0,7%)     | 50 (1,7%)     |
| Хиспаноамериканци | 116 (3,8%)    | 173 (5,7%)    |
| Укупно            | 3.058         | 3.018         |